# Union des Femmes Peintres et Sculpteurs
Union des Femmes Peintres et Sculpteurs (UFPS) var en fransk konstnärsförening, grundad 1881. Den upphörde 1994. 
Föreningen grundades av Hélène Bertaux, som var dess ordförande 1881–1894. Syftet var att hjälpa fram kvinnliga konstnärer, som vid denna tidpunkt utsattes för diskriminering. Omkring 1880 kämpade kvinnliga konstnärer fortfarande för att bli erkända som sådana. Med undantag för rika kvinnor som hade råd att betala privat undervisning, hade kvinnliga konstnärer ekonomiskt svårt att få tillgång till kvalitativ konstnärlig utbildning. På samma sätt förblev den officiella Parissalongen mycket selektiv och accepterade endast en minoritet kvinnor som undantag. UFPS höll offentliga utställningar för kvinnliga konstnärer, Salon des Femmes. 
Från 1890 utgav föreningen sin egen tidskrift: Journal des femmes artistes. Mellan 1897 och 1900 antogs slutligen kvinnliga konstnärer till École nationale supérieure des Beaux-Arts, med definitiv tillgång till alla skolans verkstäder 1900, vilket gjorde att UFPS gradvis blev mindre av ett centrum för kvinnliga konstnärer, då dessa från detta datum började bli mer jämlikt accepterade även i de vanliga institutionerna.